# سیارک ۹۶۸۹
سیارک ۹۶۸۹ (به انگلیسی: 9689 Freudenthal، نامگذاری:4831P-L) نه هزار و ششصد و هشتاد و نهمین سیارک کشف شده‌است که در ۲۴ سپتامبر ۱۹۶۰ کشف شد.